# Сельское поселение Федоскинское
Се́льское поселе́ние Федо́скинское — упразднённое в 2015 году муниципальное образование в составе Мытищинского района Московской области России, к северу от границы Москвы. Образовано Законом Московской области от 29 декабря 2004 г. № 198/2004-ОЗ «О статусе и границах Мытищинского муниципального района и вновь образованных в его составе муниципальных образований».
Административный центр — село Марфино.
Глава сельского поселения — Балакирев Евгений Алексеевич. Председатель Совета депутатов — Щагин Евгений Алексеевич.

## География
Площадь территории сельского поселения Федоскинское составляет 19 038 га.
Границы муниципального образования определяются законом Московской области «О статусе и границах Мытищинского муниципального района и вновь образованных в его составе муниципальных образований». Сельское поселение Федоскинское граничит с:
- городским округом Долгопрудный (на юге),
- городским округом Химки (на юге),
- сельским поселением Лунёвское Солнечногорского муниципального района (на западе),
- городским округом Лобня (на западе),
- городским поселением Некрасовский Дмитровского муниципального района (на западе),
- городским поселением Икша Дмитровского муниципального района (на северо-западе),
- городским поселением Дмитров Дмитровского муниципального района (на севере),
- сельским поселением Костинское Дмитровского муниципального района (на севере),
- сельским поселением Ельдигинское Пушкинского муниципального района (на востоке),
- городским поселением Пироговский Мытищинского муниципального района (на юго-востоке),
- городским поселением Мытищи Мытищинского муниципального района (на юге).

## Население
| 2006  | 2007  | 2008  | 2009  | 2010  | 2011  |
| ----- | ----- | ----- | ----- | ----- | ----- |
| 7695  | ↗7770 | ↗7794 | ↗7924 | ↗9166 | ↗9380 |
| 2012  | 2013  | 2014  | 2015  |       |       |
| →9380 | ↗9425 | ↘9385 | ↗9741 |       |       |

Демографический состав населения: мужчины — 45 % населения, женщины — 55 %.

## Состав сельского поселения
Сельское поселение Федоскинское включает в себя 44 населённых пунктов:
| №  | Населённый пункт   | Тип населённого пункта       | Население |
| -- | ------------------ | ---------------------------- | --------- |
| 1  | Аббакумово         | деревня                      | ↘102      |
| 2  | Аксаково           | деревня                      | ↘591      |
| 3  | Большая Чёрная     | деревня                      | ↗94       |
| 4  | Большое Ивановское | деревня                      | ↘29       |
| 5  | Борец              | посёлок                      | ↗38       |
| 6  | Бяконтово          | деревня                      | ↗6        |
| 7  | Голенищево         | деревня                      | ↗21       |
| 8  | Долгиниха          | деревня                      | ↘16       |
| 9  | Драчёво            | деревня                      | ↗27       |
| 10 | Еремино            | деревня                      | ↗253      |
| 11 | Капустино          | деревня                      | ↗51       |
| 12 | Красная Горка      | деревня                      | ↗300      |
| 13 | Крюково            | деревня                      | ↘28       |
| 14 | Ларёво             | деревня                      | ↗64       |
| 15 | Лётчик-Испытатель  | посёлок                      | ↗14       |
| 16 | Лысково            | деревня                      | ↗130      |
| 17 | Малое Ивановское   | деревня                      | ↗12       |
| 18 | Марфино            | село, административный центр | ↗4234     |
| 19 | Менжинец           | посёлок                      | ↗20       |
| 20 | Муракино           | деревня                      | ↗10       |
| 21 | Николо-Прозорово   | посёлок                      | ↗39       |
| 22 | Новосельцево       | деревня                      | ↘97       |
| 23 | Подольниха         | деревня                      | ↗27       |
| 24 | Поседкино          | деревня                      | ↗11       |
| 25 | Протасово          | деревня                      | ↗145      |
| 26 | Птицефабрики       | посёлок                      | ↗174      |
| 27 | Пчёлка             | деревня                      | ↗36       |
| 28 | Рождественно       | деревня                      | ↗32       |
| 29 | Румянцево          | деревня                      | ↗60       |
| 30 | Семенищево         | деревня                      | ↗35       |
| 31 | Семкино            | деревня                      | ↗159      |
| 32 | совхоза «Марфино»  | посёлок                      | ↗453      |
| 33 | Степаньково        | деревня                      | ↗56       |
| 34 | Сумароково         | деревня                      | ↗57       |
| 35 | Сухарево           | деревня                      | ↗452      |
| 36 | Торфоболото        | посёлок                      | ↗63       |
| 37 | Троице-Сельцо      | деревня                      | ↗113      |
| 38 | Трудовая           | посёлок                      | ↗135      |
| 39 | Федоскино          | село                         | ↗219      |
| 40 | Фелисово           | деревня                      | ↘6        |
| 41 | Фоминское          | деревня                      | ↗25       |
| 42 | Хлябово            | деревня                      | ↗116      |
| 43 | Шолохово           | деревня                      | ↗163      |
| 44 | Юрьево             | деревня                      | ↗53       |

- До 23 ноября 2010 года в состав сельского поселения Федоскинское входил посёлок Новонекрасовский, переданный в административное подчинение рабочему посёлку Некрасовский Дмитровского района[19].
- В Уставе муниципального образования также указан жилой посёлок Д/о «Строитель», однако он отсутствует в законах Московской области. Статусом населённого пункта не обладает: отсутствует в ОКАТО и Законе МО об административном делении[21].
- Постановлением губернатора Московской области от 9 сентября 2015 года № 389-ПГ[22], село Федоскино и деревня Данилково объединены в село Федоскино.

## Органы местного самоуправления
Структуру органов местного самоуправления сельского поселения Федоскинское составляют:
- глава сельского поселения Федоскинское;
- Совет депутатов сельского поселения Федоскинское (представительный орган);
- администрация сельского поселения Федоскинское (исполнительно-распорядительный орган).

Совет депутатов сельского поселения Федоскинское состоит из 10 депутатов, избранных на муниципальных выборах сроком на 5 лет.
Глава сельского поселения Федоскинское избирается населением сельского поселения Федоскинское на основе всеобщего равного и прямого избирательного права при тайном голосовании сроком на 5 лет. Порядок проведения выборов главы сельского поселения Федоскинское определяется законом Московской области. Глава сельского поселения возглавляет администрацию сельского поселения.

## Достопримечательности
- Федоскинская миниатюра
- Музейный комплекс «История танка Т-34»
- Усадьба Марфино